# Cantalupa
Cantalupa (en occitano: Chantaloba) es un municipio italiano situado en la ciudad metropolitana de Turín, en Piamonte. Tiene una población estimada, a fines de 2022, de 2559 habitantes.

## Evolución demográfica
| Gráfica de evolución demográfica de Cantalupa entre 1861 y 2022 |
|                                                                 |
| Fuente: ISTAT - Elaboración gráfica de Wikipedia                |